# Bocage

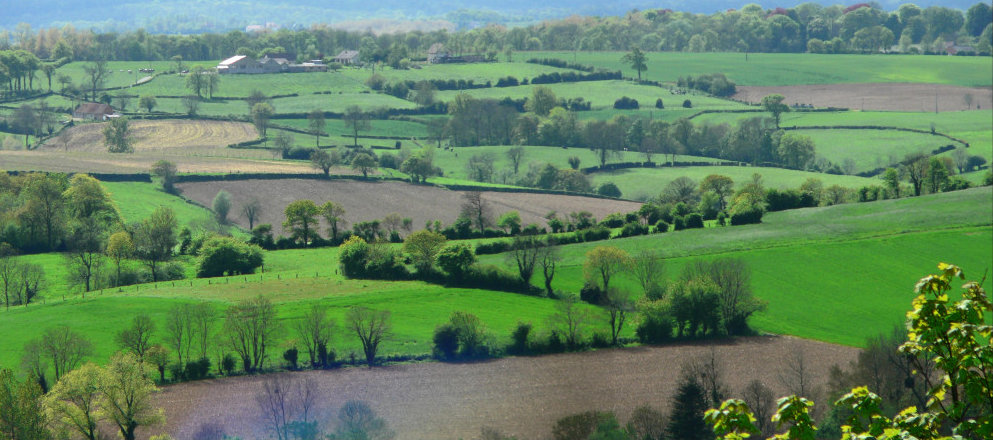
Bocage w regionie Boulonnais (okolice Boulogne-sur-Mer)

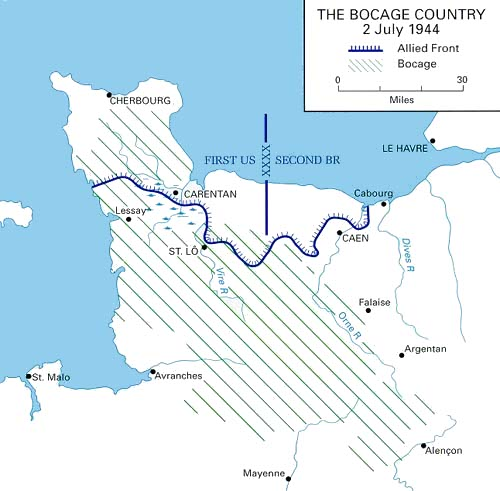
Mapa Dolnej Normandii z zaznaczonym zasięgiem bocage i frontem utworzonym przez Aliantów wg stanu na 2 lipca 1944

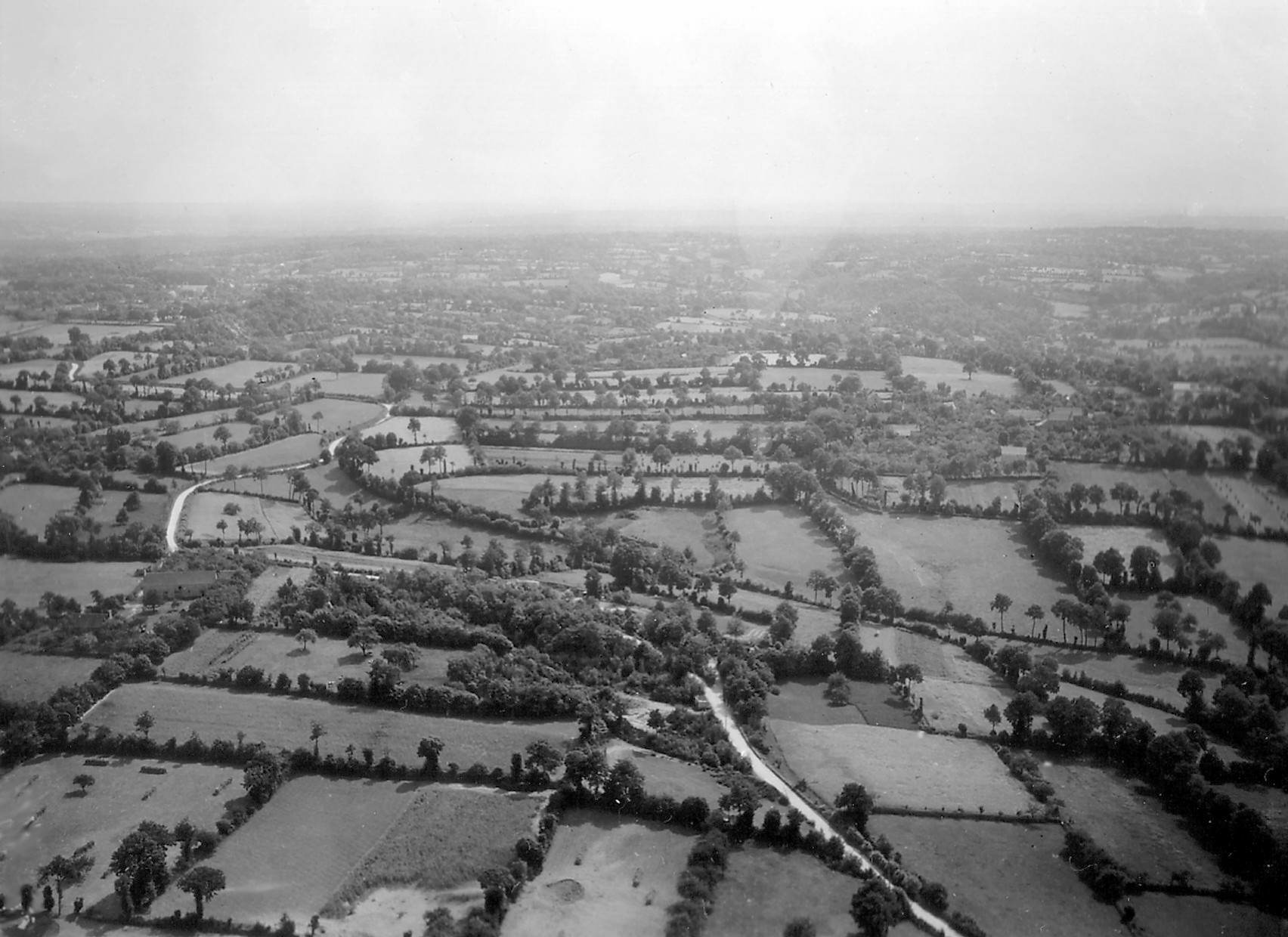
Tradycyjna forma bocage na półwyspie Cotentin około 1945 roku, która godziła rolnicze wykorzystanie gleby i potrzebę ochrony ekosystemu

Bocage – słowo pochodzenia normańskiego, które jest używane zarówno w języku francuskim, jak i języku angielskim, może odnosić się do lasku, elementu dekoracyjnego w formie listowia lub mieszanego terenu rzędów drzew i pastwisk.

## Etymologia
Słowo bocage prawdopodobnie pochodzi od starofrancuskiego boscage, oznaczającego zaciszny lasek, zagajnik. Forma boscage była używana w języku angielskim dla oznaczenia rodzaju liściastej dekoracji, używanej np. do dekoracji porcelany w XVIII wieku. Alternatywnie słowo to wywodzi się ze starofrancuskiego słowa bosc, oznaczającego las. Jednak podobne słowa występują w językach skandynawskich i germańskich, co pozwala sądzić, że późna łacińska derywacja pochodzi od wyrażenia skandynawskiego, które przeszło do użycia w języku normandzkim. Termin boscage uzyskał swoje znaczenie pod wpływem osiemnastowiecznego romantyzmu.
Termin bocage wszedł do języka angielskiego podczas II wojny światowej. Odnosi się on do terenu, w którym przeplatają się obszary zadrzewione i pastwiska, z krętymi drogami bocznymi ograniczonymi z obu stron wysokimi zboczami i kilkusetletnimi, gęstymi żywopłotami z obu stron, bardzo ograniczającymi widoczność. 
 W Normandii (« bocage normand ») takie ukształtowanie terenu nabrało szczególnego znaczenia podczas inwazji w Normandii, ponieważ w połączeniu z umocnieniami niemieckimi bardzo utrudniało aliantom marsz naprzód. Podobny krajobraz odnaleźć można Anglii, m.in. w Devon, w Surrey, w okolicach North Downs. 
Nouveau Petit Larousse z 1934 definiował bocage jako mały, cienisty zagajnik lub grupę drzew. W 2006 definicja w Petit Larousse brzmiała: „(słowo pochodzenia normańskiego) teren, w którym pola i łąki są ograniczone zboczami ziemnymi, obsadzonymi żywopłotami i rzędami drzew, oraz gdzie osadnictwo jest rozproszone w formie farm i małych osad”.